# 大內定綱
大內定綱（1545年—1610年）為日本戰國時代的武將，陸奧國安達郡小濱城主，後來成為伊達氏家臣。

## 生平
大內氏在定綱父親‧義綱一代本為鹽松石橋氏的重臣，後來在田村氏的政治工作下，義綱驅逐了主君石橋尚義、成為鹽松領主並隸屬於田村氏旗下。定綱繼承家督之後，對田村、大內兩家家臣之間紛爭的裁決結果感到不滿，於是有了從田村氏獨立的打算。
天正10年（1582年）、伊達輝宗攻打小齋城之際，定綱來到伊達軍陣中而進入伊達氏的保護傘下，之後對相馬氏的戰爭也多次協同作戰。此外，定綱還將女兒嫁予二本松城主二本松義繼之子‧國王丸（二本松義綱），穩固了立足之地。天正11年（1583年）、定綱攻擊田村方的百目木城主石川光昌（石川氏舊臣，和義綱一同驅逐尚義的有信之子），在與田村氏對立的蘆名盛隆的支援下，擊敗田村清顯而成功獨立。但在天正12年（1584年）、輝宗之子‧政宗（正室為田村清顯之女愛姬）繼承家督之位；雖然定綱持續表明對伊達氏的忠誠，不過經常在伊達氏和蘆名氏之間搖擺不定。在田村氏的壓力下，政宗於翌年的天正13年（1585年）攻擊大內氏。小手森城淪陷後政宗下令屠城，定綱也決定放棄小濱城逃往二本松城，接著再前往會津投靠蘆名氏。天正16年（1588年）的郡山之戰，擔任蘆名軍的先鋒攻打苗代田城。後在伊達成實的勸誘下，和弟弟片平親綱一同回歸伊達氏。
此後，定綱參與摺上原之戰、鎮壓葛西大崎一揆及文祿・慶長之役都立下了戰功。天正19年（1591年）、政宗轉封到岩出山城後，也受封膽澤郡20餘邑（大約1萬石）的領地，並擔任前澤城主。關原之戰時，擔任留守京都伊達氏宅邸的工作（留守居）。因為他的功績，其子重綱被授與仙台藩內一族的家格。
定綱本身以擅於作戰而享有盛名，也長於謀略，此外在槍術（十文字槍）上也有獨到之處。

## 相關作品
- 大河劇-獨眼龍政宗（寺田農）